# Gavicalis versicolor
Gavicalis versicolor là một loài chim trong họ Meliphagidae.